# Ottavio Gasparini
Ottavio Gasparini (Mercatello sul Metauro, 19 giugno 1676 – Città di Castello, 12 settembre 1749) è stato un vescovo cattolico e diplomatico italiano.

## Biografia
Nato a Mercatello il 19 giugno 1676, la sua è una famiglia di nobili origini stabilitasi nel ducato di Urbino. Ben presto iniziò la carriera ecclesiastica come uditore e internunzio apostolico nella Repubblica di Venezia, nominato nell'agosto del 1706. Fu poi incaricato, nel 1713, in qualità di cameriere pontificio, di portare la berretta cardinalizia a Benito de Sala y de Caramany, O.S.B., arcivescovo di Barcellona.
Si laureò in utroque iure il 25 novembre 1717 e ricevette l'ordinazione sacerdotale l'8 dicembre 1733. Fu rettore del Contado Venassino e uditore generale della legazione di Avignone.
Per i servigi resi alla Santa Sede fu nominato vescovo di Città di Castello nel 1734 da papa Clemente XII e consacrato dal cardinale Annibale Albani.

## Genealogia episcopale
La genealogia episcopale è:
- Cardinale Scipione Rebiba
- Cardinale Giulio Antonio Santori
- Cardinale Girolamo Bernerio, O.P.
- Arcivescovo Galeazzo Sanvitale
- Cardinale Ludovico Ludovisi
- Cardinale Luigi Caetani
- Cardinale Ulderico Carpegna
- Cardinale Paluzzo Paluzzi Altieri degli Albertoni
- Cardinale Gaspare Carpegna
- Cardinale Fabrizio Paolucci
- Cardinale Francesco Barberini
- Cardinale Annibale Albani
- Vescovo Ottavio Gasparini